# Pack River
Pack River är ett vattendrag i Kanada.   Det ligger i provinsen British Columbia, i den centrala delen av landet, 3 500 km väster om huvudstaden Ottawa.
I omgivningarna runt Pack River växer i huvudsak barrskog. Trakten runt Pack River är nära nog obefolkad, med mindre än två invånare per kvadratkilometer.